# Zigulì

Il logo delle Zigulì

Le Zigulì, note anche come Palline Zigulì, sono caramelle zuccherate alla frutta create dalla Falqui negli anni sessanta. Sono disponibili nei gusti albicocca, amarena, arancia, banana, fragola, limone, liquirizia, mandarino, mirtillo, pesca, yogurt (fragola, mirtillo, lampone), vitamina C (fragola, limone, arancia), multivitaminiche (frutti di bosco, arancia/limone/fragola).
Per pura scelta commerciale sono sempre state vendute esclusivamente nelle farmacie e parafarmacie.